# 2019年7月逝世人物列表
2019年逝世人物列表：1月 - 2月 - 3月 - 4月 - 5月 - 6月 - 7月 - 8月 - 9月 - 10月 - 11月 - 12月
2019年7月逝世人物列表，是用于汇总2019年7月期间逝世人物的列表。

## 依日期排序

### 31日
- 陈舜瑶，102岁，中華人民共和國政治人物，清华大学原党委副书记，宋平妻子。[1]
- 哈羅德·普林斯（英語：Harold Prince），91歲，美國音樂劇製作人和導演。[2][3]
- V·G·悉達多（英語：V. G. Siddhartha），60歲，印度企業家，連鎖咖啡店Café Coffee Day創辦人暨董事長。[4][5]（遺體發現日）

### 30日
- 赵志红，47岁，中华人民共和国死刑犯，“赵志红连环杀人案”主犯、自称“呼格吉勒图案”真凶，注射死刑。[6]
- 许金木，77岁，马来西亚陀螺裁判主席，有“大马陀螺之王”之美譽，死於心脏病。[7]

### 29日
- 王启东，97岁，中国材料科学家、教育家，浙江大学原副校长、教授。[8]
- 佐藤雅美（日语：佐藤雅美），78歲，日本作家，曾以小說榮獲直木獎。[9]

### 28日
- 李济生，76岁，中国人造卫星轨道动力学和卫星测控专家，中国科学院院士。[10]
- 李包罗，73岁，中国医疗信息化奠基人，北京协和医院信息中心原主任，教授级高级工程师。[11]
- 島香裕（日語：島香 裕），70岁，日本演員、配音員。[12]
- 水野清（日語：水野 清），94歲，日本政治人物，曾任眾議員、總務廳長官等職。[13]

### 27日
- 約翰·施里弗（英語：John Robert Schrieffer），88歲，美國物理學家，1972年榮獲諾貝爾物理學獎。[14]
- 丁霄霖，85岁，中国食品专家，原无锡轻工大学校长、教授，政协无锡市委员会第八届、九届、十届副主席。[15]

### 26日
- 林琼光，84岁，中国口腔医学专家。[16]
- 雅各伯·路加·奧特加（西班牙語：Jaime Lucas Ortega y Alamino），82岁，天主教司铎级枢机、古巴哈瓦那总教区荣休总主教，死於癌症。[17]
- 黃煌煇，72歲，台灣水利專家、行政院海洋委員會首任主任委員。[18]
- 魯西·泰勒（英语：Russi Taylor），75歲，美國配音演員。從1980年代就一直替迪士尼經典動畫角色「米妮」（Minnie Mouse）配音。[19][20][21]
- 西健一郎（日語：西 健一郎），81歲，日本廚師，專長於京都蔬菜（京野菜）料理。[22]

### 25日
- 谭勇，100岁，中国花鸟画家、南京师范大学教授、金陵老年大学书画院院长。[23]

### 24日
- 贝吉·卡伊德·埃塞卜西（阿拉伯語：الباجي قائد السبسي），92歲，突尼西亞首位民選總統。[24]
- 陈虎，57岁，中国造血干细胞移植专家。解放军总医院第五医学中心全军造血干细胞研究所所长、教授。[25]
- 曲成学，86岁，中国政治人物，江西省委统战部原副部长兼省社会主义学院院长、江西省第七届政协常委。[26]

### 23日
- 黃耀信，61歲，香港足球員。[27]
- 虞明，46岁，中国政治人物，江西省抚州市黎川县德胜镇党委书记，2018年曾获选为全市「百名担当实干人物」，死於突发心肌梗塞。[28]
- 馬克西姆·達達舍夫（俄語：Максим Каибханович Дадашев），28歲，俄羅斯拳擊手，比賽時頭部遭重擊送醫不治。[29]
- 辛嶋靜志（日語：辛嶋 静志），62歲，日本學者，佛教文獻學研究學與日本創價大學高等佛教研究所所長。[30][31]
- 蓋博考斯（Gabe Khouth），46歲，加拿大演員，曾演出美劇《童話小鎮》（Once Upon a Time）和為美版《七龍珠》等多部動畫配音。騎自行車時突然心臟驟停。[32]
- 曹双明，89歲，中国人民解放军空军原司令员，上将。[33]

### 22日
- 克里斯·克拉夫特（英語：Christopher Columbus Kraft Jr.），95歲，美國航空航天工程師、NASA首位飛行指揮官。[34]
- 林鷹，72歲，台灣資深導演。胃癌。[35]
- 亞特·內維爾（英语：Art Neville），81歲，美國音樂家、鍵盤手，為美國R&B與放克樂團The Meters（英语：The Meters）和內維爾兄弟（英语：The Neville Brothers）的成員。病逝。[36]
- 李鹏，90歲，中国政治人物，曾任中国共产党第十二届中央政治局委员、中央书记处书记（1985－1987），第十三届、十四届、十五届中央政治局常委（1987－2002），国务院总理（1988－1998），第九届全国人民代表大会常务委员会委员长（1998－2003）[37]。
- 张炳书，89岁，中国政治人物，贵州省人民政府办公厅原离退休工作处处长。[38]
- 余進福，江湖綽號「咪董」，56歲，臺灣酒店大亨，旗下經紀公司掌握台北市中山區三分之一酒店小姐，死於癌症。[39][40]
- 范遠聰，26歲，香港反修例運動曾參與反送中遊行，因在反送中的立場與家人政見不合，發生爭執而被趕出家門，他的朋友一度在所住的沙田廣源邨廣柏樓高處找他，但為時已晚，最後在大廈高層後樓梯高處墮下昏迷，救護員將他送往威爾斯親王醫院搶救不治。現場地面遺下大灘血漬，而警方在後樓梯檢獲啤酒罐。事後有市民到邨內獻白花默哀。[41][42]

### 21日
- 黃保欣，96歲，香港工業家和政治人物，曾任立法局非官守／委任議員（1979－1988）、香港機場管理局主席（1995－1999）、全國人大常委會香港特別行政區基本法委員會副主任（1997－2006）。[43]
- 何塞·曼努埃爾·埃斯特帕·勞倫斯（西班牙語：José Manuel Estepa Llaurens），93歲，西班牙天主教司鐸級樞機，西班牙軍中教長區榮休總主教。[44]
- 孟昭鲁，100岁，中国物理学教授，專長「给排水科学工程」教学与研究。[45]

### 20日
- 刘玉明，64岁，中国企业家、长春亚泰足球俱樂部董事长，死於胃癌。[46]
- iNcontroL（本名Geoff Robinson），33岁，美國知名電競選手。[47]。
- 彼得·麦克纳马拉（英語：Peter McNamara），64岁，前澳大利亚网球选手，1983年曾获个人世界最高排名第7位，死於癌症。[48]
- 岡本三夫（日語：岡本 三夫），86歲，日本和平學學者、廣島修道大學名譽教授。[49]

### 19日
- 姚莉，原名姚秀雲，97歲，中國歌手，20世紀40年代上海歌壇七大歌后之一，知名歌唱作品：《玫瑰玫瑰我愛你》、《春風吻上我的臉》。[50][51]
- 西萨·佩里（西班牙語：César Pelli），92岁，阿根廷裔美国建筑师。知名作品：《馬來西亞雙子塔》、《香港長江集團中心》。[52]
- 林律希，37歲，香港填詞人。死於妥瑞症。[53]
- 海勒·阿格奈什（匈牙利語：Heller Ágnes），90岁，匈牙利女哲学家、異議人士。死於溺水[54]。
- 王大中，76岁，中国人民公安大学博士研究生导师。[55]
- 魯格·豪爾（荷蘭語：Rutger Oelsen Hauer），75歲，荷蘭演員，代表作《銀翼殺手》（Blade Runner）。[56]

### 18日
- 天野之彌（日語：天野 之弥），72歲，日本外交官，國際原子能總署總幹事。[57]
- 李吉林，81岁，中国教师、儿童教育家，中国情境教育创始人。[58]
- 赵萌，62岁，中国艺术家、艺术教育家，清华大学美术学院教授。[59]
- 京都動畫縱火事件已證實遇难者（皆為日本籍）：
  - 木上益治（日語：木上 益治），61歲，男性動畫師、演出家、動畫導演[60]。
  - 石田奈央美（日語：石田 奈央美），49歲，京都府出身的女性動畫色彩設計師、京都動畫員工。[61]
  - 津田幸惠（日語：津田 幸恵），41歲，出身於兵庫縣的女性動畫色彩設計師、京都動畫員工。[62]。
  - 武本康弘（日語：武本 康弘），47歲，出身於兵庫縣的男性動畫師、演出家、動畫導演，京都動畫董事。[63]。
  - 西屋太志（日語：西屋 太志），37歲，出身於廣島縣的男性動畫師、人物設計師、動畫導演，京都動畫員工。[64]
  - 栗木亞美（日語：栗木 亜美），30歲，出身於愛知縣的女性動畫原畫、京都動畫員工。[65]。
  - 渡邊美希子（日語：渡邊 美希子），35歲，京都動畫員工。擔任美術監督。[66]
  - 橫田圭佑（日語：橫田 圭佑），34歲，京都動畫員工。擔任製作經理。[67]
  - 笠間結花（日語：笠間 結花），22歲，京都動畫員工。[67]
  - 大村勇貴（日語：大村 勇貴），23歲，京都動畫員工。[67]
  - 宇田淳一（日語：宇田 淳一），34歲，京都動畫員工。擔任動畫擔當。[67]
  - 石田敦志（日語：石田 敦志），31歲。[68]
  - 岩崎菜美（日語：岩崎 菜美），31歲。[68]
  - 大當乃里衣（日語：大當 乃里衣），26歲[68]
  - 大野萌（日語：大野 萌），21歲[68]
  - 兼尾結實（日語：兼尾 結実），22歲[68]
  - 川口聖矢（日語：川口 聖矢），27歲[68]
  - 草野堇（日語：草野 すみれ），32歲[68]
  - 佐藤綾（日語：佐藤 綾），43歲[68]
  - 佐藤宏太（日語：佐藤 宏太），28歲[68]
  - 鈴木沙奈（日語：鈴木 沙奈），30歲[68]
  - 高橋博行（日語：高橋 博行），48歲[68]
  - 武地美穗（日語：武地 美穂），25歲[68]
  - 池田晶子（日語：池田 晶子），44歲，本名：寺脇晶子[68]
  - 時盛友樺（日語：時盛 友樺），22歲[68]
  - 西川麻衣子（日語：西川 麻衣子），29歲[68]
  - 藤田貴久（日語：藤田 貴久），27歲[68]
  - 松浦香奈（日語：松浦香奈），24歲[68]
  - 松本康二朗（日語：松本康二朗），25歲[68]
  - 丸子達就（日語：丸子 達就），31歲[68]
  - 宮地篤史（日語：宮地 篤史），32歲[68]
  - 明見裕子（日語：明見 裕子），29歲[68]
  - 村山千歲（日語：村山 ちとせ），49歲[68]
  - 森崎志保（日語：森崎 志保），27歲[68]
  - 渡邊紗也加（日語：渡邊 紗也加），27歲[68]

### 17日
- 张扣扣，36岁，中华人民共和国死刑犯，因血亲复仇杀死三人并毁坏财物，犯故意殺人罪被判注射死刑。[69]
- 彭普西·格林（英语：Pumpsie Green），85歲，美國職業棒球運動員，效力美國職棒大聯盟的波士頓紅襪隊，也是該球隊首位黑人球員。[70]
- 李宗鏞，81歲，原中國國家女排主教練、原上海市體委副局級巡視員、原上海體育運動技術學院院長。[71]
- 宋永生，54岁，中国河南省商丘市基督教两会主席、基督教协会会长，自杀[72]。
- 安德烈亚·卡米莱里（義大利語：Andrea Camilleri），93歲，義大利名偵探小說家。[73]

### 16日
- 郑斗彦（韓語：정두언），62岁，韩国政治人物，行政学者。曾任國會議員，首爾副市長。[74]
- 苏叔阳，81岁，中国剧作家、作家、文学家、诗人。[75]
- 約翰·保羅·史蒂文斯（英語：John Paul Stevens），99歲，美國最高法院大法官（1975年－2010年）。[76]

### 15日
- 冯元蔚，88岁，中华人民共和国政治人物，学者。[77]
- 木下紗佑里（日語：木下 紗佑里），30歲，日本自由潛水運動員，2018年創下97公尺深潜世界記錄，死於意外事故。[78]
- 克雷格·法永（英語：Craig Fallon），36歲，英國柔道運動員。[79][80]。

### 14日
- 海珊·穆罕默德·艾爾沙德，89歲，孟加拉前總統，死於骨髓增生异常综合症。[81]
- 卡爾·希爾斯（英语：Karl Shiels），47歲，愛爾蘭電影演員，曾參與電影《蝙蝠俠：開戰時刻》演出。[82][83]
- 楊緒東，69歲，台灣醫師、保護台灣大聯盟黨主席、台灣大地文教基金會董事長暨台灣聖山生態教育園區創始人。[84]。
- 余敦康，89岁，中国哲学家、哲学史家，中国社会科学院世界宗教研究所研究员，中国社会科学院荣誉学部委员。[85]

### 13日
- 林三郎，75歲，台灣政治人物，曾任高雄縣議員、高雄縣鳳山市長。[86]
- 釋智慧（俗名潘智遠），86歲，香港佛教聯合會榮譽會長、寶蓮禪寺董事會主席兼第七代住持、世界佛教僧伽會副會長。[87]
- 保禄·萨尔蒂（義大利語：Paolo Sardi），84歲，義大利羅馬天主教會樞機，馬爾他騎士團榮休監督。[88]
- 王兰英，93岁，中国表演艺术家，锡剧“王派”创始人。[89]
- 王家福，88岁，中国法学家，中国社会科学院法学研究所原所长、研究员，中国社会科学院学部委员。[90]

### 12日
- 费南多·柯巴托（西班牙語：Fernando José Corbató），93岁，美国计算机科学家，開發世界最早的分時系統「CTSS」，為此於1990年榮獲圖靈獎。[91][92]
- 迪克·理查茲（英語：Dick Richards），95歲，美國搖滾音樂家，比爾·哈利與他的彗星樂團（英语：Bill Haley & His Comets）的鼓手。[93]

### 11日
- 胡定華，76岁，台灣企業家，半導體業界大老、旺宏電子前董事長。[94]
- 張皓評，51岁，台灣撞球國手，1998年曼谷亞運榮獲雙人金牌。[95]
- 樊尚·朗贝尔（法語：Vincent Lambert），42歲，法國（植物人），曾任精神科護士，「被動安樂死」。[96]
- 廖烈忠，69歲，香港企業家，廖創興企業非執行董事。病逝。[97]

### 10日
- 占·包頓（英语：Jim Bouton），80歲，美國職業棒球運動員，效力美國職棒大聯盟的紐約洋基隊，在隊中擔任投手。[98]
- 纪斯尊，71岁，中国政治人物，被誉为“赤脚律师”，死於肠癌。[99]
- 華倫天娜·葛蒂莎（英语：Valentina Cortese），96歲，意大利女演員。[100]

### 9日
- 弗雷迪·琼斯（英語：Freddie Jones），91岁，英国演员。[101]
- 雷普·湯恩（英語："Rip" Torn），88岁，美國資深舞台劇、電影和電視演員，1996年獲艾美獎最佳男配角獎。[102][103]
- 贾长志，93岁，中国政治人物，原中共滁县地委常委、纪委书记。[104]
- 费尔南多·德拉鲁阿（西班牙語：Fernando de la Rúa Bruno），81岁，阿根廷政治人物、前总统（1999─2001年）。[105]
- 強尼·喜多川（日語：ジャニー 喜多川），本名约翰·扩·喜多川（日語：ジョン・ヒロム・キタガワ），87歲，日本企業家，知名經紀公司傑尼斯事務所創辦人，死於解離性腦動脈瘤破裂引發蛛網膜下腔出血。[106]
- 罗斯·佩罗（英語：Ross Perot），89歲，美國商人、億萬富豪，於1992年及1996年兩度以無黨籍參選美國總統。[107]

### 8日
- 詹姆士·漢奇（英語：James Henke），65歲，美國音樂記者（《滾石雜誌》）與摇滚名人堂館長。死於失智症。[108]
- 翟象俊，80岁，中國翻译家、复旦大学教授，翻譯著作《乱世佳人》、《钱商》、《阿马罗神父的罪恶》。[109]
- 蘇珊娜·伊頓（英語：Suzanne Eaton），59岁，美國分子生物學家。（遺體發現日）[110]

### 7日
- 蘇托波·普沃·努格羅荷，49歲，印尼政治人物，國家防災廳發言人。死於肺癌。[111]
- 刘文西，85歲，中国美术教育家，黄土画派代表人物，第五套人民币毛泽东素描画像作者。[112][113]
- 张华康，83岁，中国政治人物，江西省政协第八届、九届副主席。[114]
- 孙敉，78岁，中国政治人物，重庆市九龙坡区人大常委会原副主任。[115]
- 胡连昌，87岁，中国政治人物，西藏自治区人大常委会原副秘书长、机关党组成员。[116]
- 文军，中国社会活动人物，北京截瘫者之家创办人。[117]
- 薛育承，35歲，台灣消防員，任職宜蘭縣政府消防局冬山分隊，2018年宜蘭普悠瑪列車出軌事故負責檢傷事務，自殺。[118][119]
- 章子欣，9岁，中国浙江省淳安县二年级女生，遭拐骗后遇害[120]。

### 6日
- 俞益生，88岁，中国政治人物，原山西省卫生厅党组书记、厅长。[121]
- 卡梅隆·伯埃斯（英語：Cameron Boyce），20歲，美國演員，死於癫痫发作。[122]
- 若昂·吉尔贝托（葡萄牙語：João Gilberto），88歲，巴西歌手、詞曲作家和吉他手，巴薩諾瓦音樂風格的先驅。[123]

### 5日
- 张百发，83岁，中國政治人物，北京市原常务副市长。[124]
- 胡懋洲，91岁，中国政治人物，四川成都市原市长，成都市第十一届人大常委会主任。[125]
- 高永红，76岁，中国政治人物，青海省第九届、十届人民代表大会常务委员会副主任。[126]
- 刘易斯·劳埃德（英語：Lewis Lloyd），60岁，美国篮球运动员。[127]
- 雷禮義，71歲，香港首位國際排球裁判，資深排球評述員。病逝。[128]

### 4日
- 陳俊朗，55歲，台灣慈善家，台東「孩子的書屋」創辦人，死於心臟病。[129][130]
- 李承翰，24歲，台灣警察，任職於鐵路警察局高雄分局嘉義派出所，殉職。 [131]
- 莱昂·科索夫（英語：Leon Kossoff），92岁，英国画家。[132]
- 李晓松，56岁，中國醫學家，华西公共卫生学院(第四医院)院长，死於心肌炎併发颅内出血。[133]
- 肖育众，31岁，中南大学湘雅医院青年教师、副教授。[134]
- 伊娃·戈爾（Eva Kor），85歲，猶太裔羅馬尼亞人，波蘭奧斯威辛集中營著名倖存者。[135]

### 3日
- 李心田，90岁，中国作家、编剧。小说《闪闪的红星》作者。[136]
- 王尧中，97岁，中国军事人物，原北京军区后勤部微水军需库政治委员。[137]
- 麥小姐，28歲，香港反修例運動 於長沙灣住所墜樓身亡，遺書中表明反送中修例立場，是為是為香港第四起涉反對《逃犯條例》的自殺個案。死者的親友於今（5）日凌晨向港媒《立場新聞》證實其死訊，死者在自己房間中留下遺書、眼罩、生理鹽水、相機等物品，並在矮桌上放上兩張白紙，其中一張寫著「甚麼也改變不了的無力感令人煎熬」、「對未來完全看不到希望，絕望得令人窒息」等字句。[138]

### 2日
- 李·艾科卡（英語：Lee Iacocca），94歲，美國企業家，因擔任克萊斯勒汽车公司總裁任內成功轉虧為盈而著名，死於帕金森氏症併發症。[139]
- 洪金梅，73歲，香港粵劇名伶鄧永祥第四任妻子，藝人鄧兆尊的母親，死於肺癌。[140]
- 李最雄，78岁，中国文物保护专家，敦煌研究院原副院长、研究馆员。[141]

### 1日
- 泰勒·史凱格斯（英語：Tyler Skaggs），27歲，美國職業棒球運動員，效力於MLB洛杉磯天使隊。[142][143]
- 席克卡利得（阿拉伯語：خالد بن سلطان القاسمي），39歲，阿拉伯聯合大公國沙迦王子、時尚設計師，暴斃。[144]
- 李志榮，57歲，台灣政治人物，嘉義縣布袋鎮民代表會前代表，地方熱心公益人士，死於車禍。[145]